# Quebibyte
Een quebibyte is een eenheid van informatie of computeropslag. Een quebibyte wordt afgekort als QiB.
1 quebibyte = 2100 bytes = 1.267.650.600.228.229.401.496.703.205.376 bytes = 1024 robibytes
Andere eenheden of benamingen: bit · nibble/tetrade · byte/octet · phit · qubit · qutrit · trit